# Pteris aspidioides
Pteris aspidioides là một loài dương xỉ trong họ Pteridaceae. Loài này được Sodiro mô tả khoa học đầu tiên năm 1908.